# Ancylodactylus africanus
Ancylodactylus africanus är en ödleart som beskrevs av  Werner 1895. Ancylodactylus africanus ingår i släktet Ancylodactylus och familjen geckoödlor.
Arten har flera från varandra skilda populationer i sydöstra Kenya och nordöstra Tanzania. Den lever i låglandet och i bergstrakter upp till 2200 meter över havet. Habitatet utgörs av olika slags skogar.
Ödlan är aktiva på dagen och klättrar i träd samt på klippor. Individerna gömmer sig ofta i trädens håligheter,i bergssprickor och i lövskiktet. Arten kan simma över flera meter. Den har olika ryggradslösa djur som föda. Hönor lägger oftast två ägg per tillfälle. Exemplaren lever vanligen ensam men ibland bildas flockar. Individerna besöker ibland odlingsmark.
Regionalt hotas beståndet av skogsröjningar. Ancylodactylus africanus har ganska bra anpassningsförmåga. Hela utbredningsområdet uppskattas med 68 000 km². IUCN listar arten som livskraftig (LC).

## Underarter
Arten delas in i följande underarter:
- A. a. africanus
- A. a. elgonensis